# Lago sottomarino

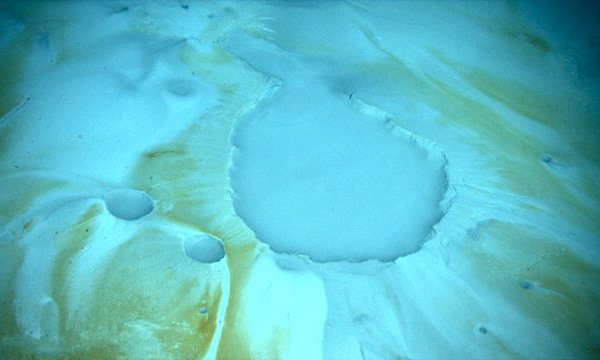
Esempi di crateri indicanti la presenza di un lago sottomarino.

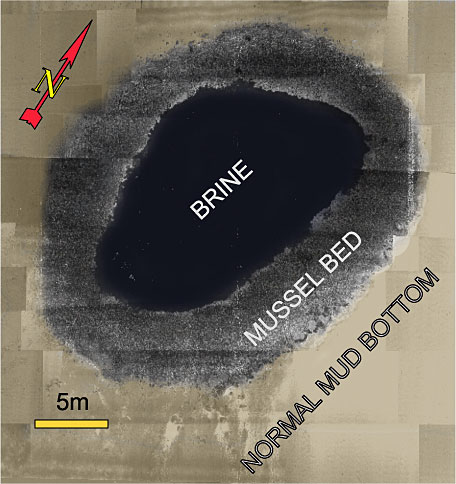
Schema di un lago sottomarino.

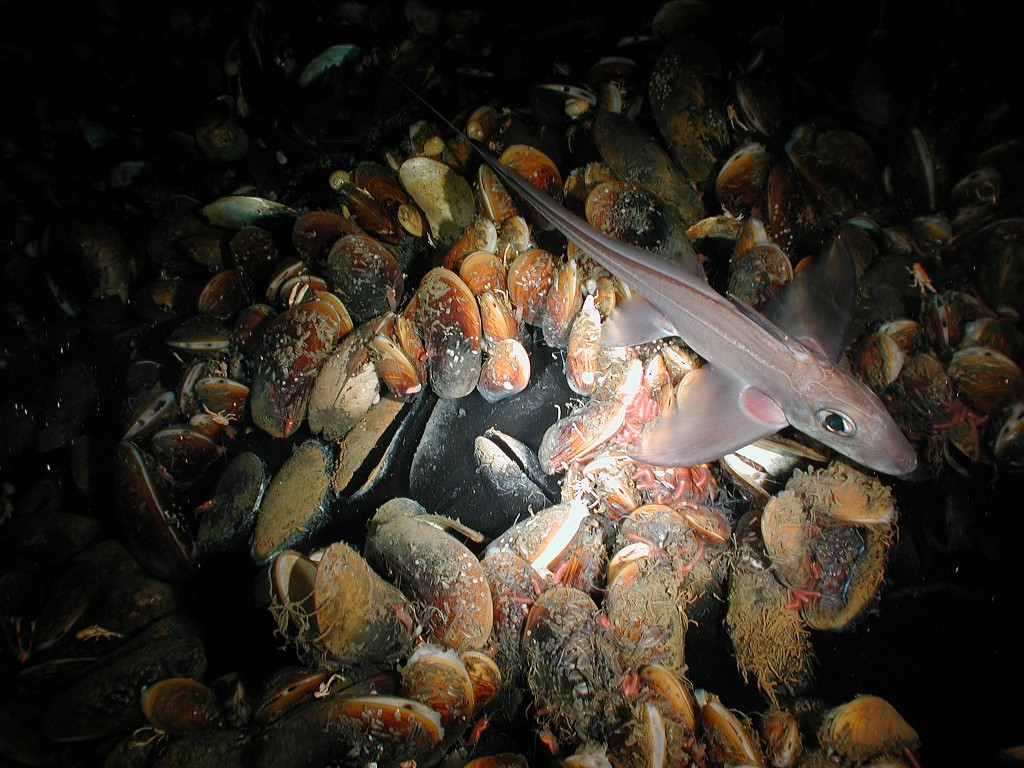
Fauna di fondo ai margini di un lago sottomarino: pesci della famiglia dei Chimaeridae e bivalvi.

Un lago sottomarino è una massa d'acqua presente e circoscritta su un fondale di un mare o di un oceano, e distinta dalle sue acque e consistente, invece che di normale acqua marina, di una salamoia con salinità elevatissima, da tre a cinque volte maggiore rispetto a quella dell'acqua circostante.
L'origine è collegata alla dissoluzione di grandi depositi sottomarini di sale depositatisi milioni di anni fa. In queste salamoie possono essere presenti anche elevate concentrazioni di metano, che fornisce l'energia per la chemiosintesi da parte di alcune forme di vita estremofile che vivono ai margini di queste aree. L'alta salinità è invece letale per tutte le altre forme animali.

## Descrizione del fenomeno
Queste masse d'acqua ipersaline vengono considerate dai geologi risalenti a milioni di anni fa, formatesi in ere geologiche in cui l'evaporazione marina era molto maggiore e che portò alla formazione di immensi depositi di sale. La successiva dissoluzione di questi depositi salini, in conseguenza di variazioni dell'ambiente deposizionale legate ad eventi tettonici, ha dato luogo ad ambienti caratterizzati da un elevato contenuto di sale.
L'elevata densità della salamoia, che impedisce il rimescolamento delle sue acque con quelle del resto del mare che la contiene, e il posizionamento in acque profonde determinano l'isolamento del lago sottomarino e la formazione di una superficie di delimitazione che lo racchiude.
Queste condizioni, insieme all'isolamento e all'assenza d'ossigeno, hanno creato condizioni estreme, fino a poco tempo fa ritenute incompatibili con qualsiasi forma di vita. In queste salamoie sono state riscontrate infiltrazioni dal fondo marino di metano, gas che pur rendendo l'habitat ancora più ostile alle normali forme di vita, fornisce l'energia per la chemiosintesi da parte di alcune forme di vita estremofile che riescono a vivere ai margini di queste aree. Alcuni tipi di batteri riescono infatti a operare la chemiosintesi batterica che produce l'energia necessaria attraverso un procedimento chimico, e non dipendono pertanto dalla presenza della luce solare, come avviene per le altre forme di vita fotosintetiche. Questi batteri a loro volta si trovano in relazione simbiotica con molluschi bivalvi che vivono ai margini della pozza salina.

## Laghi sottomarini
I laghi sottomarini conosciuti sono:
- Bacino l'Atalante nei pressi di Creta
- Bacino Cariaco nei pressi del Venezuela nel mar dei Caraibi
- Bacino Gotland tra la Svezia e le Repubbliche Baltiche nel mar Baltico
- Bacino Orca nel golfo del Messico, non lontano dalla foce del Mississippi
- Bacino Orcadiano nel mare del Nord non lontano dalla Scozia